# Copa Desafío Volaris 2019
El Torneo Centro - Sur Americano de Rugby Sevens (Copa Desafío Volaris) fue un campeonato realizado en Costa Rica, organizado por la federación de aquel país y avalado por la Sudamérica Rugby. La realización de este evento tuvo como finalidad impulsar el desarrollo del rugby en la región, así como dar un mayor ritmo de juego internacional a los países participantes, en especial a las selecciones masculinas ya que no participan del Sudamérica Rugby Sevens desde hace 3 años. El certamen fue en la modalidad de Rugby 7 y se dividió en tres categorías (Masculino, femenino y juvenil). Venezuela fue la selección campeona en la categoría masculina, México en la femenina y Costa Rica en la juvenil.

## Torneo masculino
| Equipos participantes | Equipos participantes |
| --------------------- | --------------------- |
| Costa Rica            | El Salvador           |
| Guatemala             | Honduras              |
| Panamá                | Perú                  |
| Venezuela             |                       |

### Primera fecha
| 7 de septiembre | Costa Rica | 38 - 5 | Panamá |  |  |

| 7 de septiembre | Perú | 41 - 0 | El Salvador |  |  |

| 7 de septiembre | Venezuela | 44 - 0 | Honduras |  |  |

### Segunda fecha
| 7 de septiembre | El Salvador | 15 - 19 | Panamá |  |  |

| 7 de septiembre | Perú | 36 - 0 | Honduras |  |  |

| 7 de septiembre | Costa Rica | 19 - 0 | Guatemala |  |  |

### Tercera fecha
| 7 de septiembre | Costa Rica | 21 - 17 | Perú |  |  |

| 7 de septiembre | Venezuela | 58 - 0 | El Salvador |  |  |

| 7 de septiembre | Guatemala | 31 - 5 | Panamá |  |  |

### Cuarta fecha
| 7 de septiembre | Honduras | 0 - 50 | Costa Rica |  |  |

| 7 de septiembre | Guatemala | 22 - 0 | Venezuela |  |  |

| 7 de septiembre | Perú | 48 - 0 | Panamá |  |  |

### Quinta fecha
| 8 de septiembre | Panamá | 5 - 12 | Honduras |  |  |

| 8 de septiembre | El Salvador | 12 - 33 | Guatemala |  |  |

| 8 de septiembre | Perú | 14 - 31 | Venezuela |  |  |

### Sexta fecha
| 8 de septiembre | Costa Rica | 26 - 0 | El Salvador |  |  |

| 8 de septiembre | Panamá | 5 - 65 | Venezuela |  |  |

| 8 de septiembre | Honduras | 21 - 14 | Guatemala |  |  |

### Séptima fecha
| 8 de septiembre | Costa Rica | 7 - 31 | Venezuela |  |  |

| 8 de septiembre | Perú | 38 - 0 | Guatemala |  |  |

| 8 de septiembre | El Salvador | 19 - 21 | Honduras |  |  |

### Fase Final
| Pos. | Equipo      | Encuentros | Encuentros | Encuentros | Encuentros | Tantos  | Tantos    | Tantos     |
| Pos. | Equipo      | jugados    | ganados    | empatados  | perdidos   | a favor | en contra | diferencia |
| ---- | ----------- | ---------- | ---------- | ---------- | ---------- | ------- | --------- | ---------- |
| 1    | Venezuela   | 6          | 5          | 0          | 1          | 229     | 48        | +181       |
| 2    | Costa Rica  | 6          | 5          | 0          | 1          | 161     | 53        | +108       |
| 3    | Perú        | 6          | 4          | 0          | 2          | 194     | 52        | +142       |
| 4    | Guatemala   | 6          | 3          | 0          | 3          | 100     | 95        | +5         |
| 5    | Honduras    | 6          | 3          | 0          | 3          | 54      | 168       | -114       |
| 6    | Panamá      | 6          | 1          | 0          | 5          | 39      | 209       | -170       |
| 7    | El Salvador | 6          | 0          | 0          | 6          | 46      | 198       | -152       |

#### Bronce
- 3º vs 4º

| 8 de septiembre | Perú | 27 - 14 | Guatemala |  |  |

#### Oro
- 1º vs 2º

| 8 de septiembre | Venezuela | 12 - 5 | Costa Rica |  |  |

## Torneo femenino
| Equipos participantes | Equipos participantes |
| --------------------- | --------------------- |
| Costa Rica            | El Salvador           |
| México                | Panamá                |

### Primera fecha
| 7 de septiembre | México | 36 - 0 | Panamá |  |  |

| 7 de septiembre | Costa Rica | 27 - 10 | El Salvador |  |  |

### Segunda fecha
| 7 de septiembre | México | 38 - 5 | El Salvador |  |  |

| 7 de septiembre | Costa Rica | 37 - 7 | Panamá |  |  |

### Tercera fecha
| 7 de septiembre | México | 19 - 17 | Costa Rica |  |  |

| 7 de septiembre | Panamá | 0 - 33 | El Salvador |  |  |

### Fase Final

#### Bronce
| 8 de septiembre | Panamá | 10 - 7 | El Salvador |  |  |

#### Oro
| 8 de septiembre | Costa Rica | 0 - 26 | México |  |  |

## Torneo juvenil
| Equipos participantes | Equipos participantes |
| --------------------- | --------------------- |
| Barbarians            | Costa Rica            |
| El Salvador           | Panamá                |

### Primera fecha
| 7 de septiembre | Costa Rica | 24 - 7 | Panamá |  |  |

| 7 de septiembre | El Salvador | 10 - 12 | Barbarians |  |  |

### Segunda fecha
| 7 de septiembre | Panamá | 22 - 7 | Barbarians |  |  |

| 7 de septiembre | Costa Rica | 17 - 5 | El Salvador |  |  |

### Tercera fecha
| 7 de septiembre | Costa Rica | 31 - 5 | Barbarians |  |  |

| 7 de septiembre | El Salvador | 35 - 0 | Panamá |  |  |

### Fase Final

#### Bronce
| 8 de septiembre | Barbarians | 10 - 12 | El Salvador |  |  |

#### Oro
| 8 de septiembre | Costa Rica | 24 - 7 | Panamá |  |  |